# 曹鴻勛

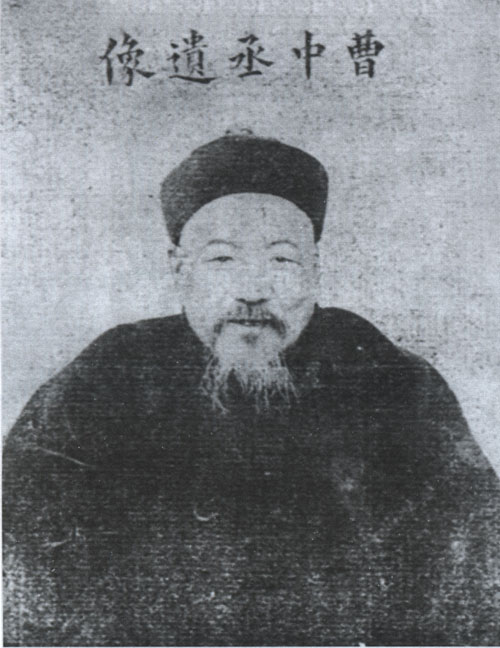
曹中丞遺像

曹鴻勛（1848年—1910年），字仲铭，号兰生。潍县（今山东潍坊）人。

## 生平
生于清道光二十八年（1848年）。光绪二年（1876年）丙子恩科状元，授职翰林院修撰。光绪七年（1881年），出任湖南学政。歷官雲南永昌府、雲南府知府。光绪二十四年（1898年），授迤东道道员，署粮储道。光绪二十七年（1901年），补授貴州按察使。光绪二十九年（1903年），升任贵州布政使，代理巡抚。光绪三十一年，曹鸿勋调任湖南布政使。官至陕西巡抚。卒于宣统二年（1910年）。
工書法，有《校经堂初集》四卷。 

## 外部連結
- 曹鸿勋 （页面存档备份，存于）